# Одне дерево
«Одне дерево» (англ. The One Tree) — фентезійний роман американського письменника Стівена Р. Дональдсона, друга книга в другій трилогії «Хронік Томаса Ковенанта». Наступна книга — «Власник білого золота». Роман відрізняється від інших книг у Першій та Другій хроніках тим, що події відбуваються за межами Землі, хоча й досі в тому ж самому світі.

## Сюжет
Після видіння, яке він отримав від Клайва в Ревелстоуні, Томас Ковенант намагається побороти корупцію в Землі після знищення Посоха Закону. Під час місії його супроводжують Лінден Ейвері, лікарка із його власного «реального» світу, і чотири охоронці Аручая. Вони користуються кораблем, екіпажем якого є гіганти, доброзичливі мореплавці. Подорож ускладнюється нападами божевілля Ковенанта від отруйного укусу монстра, породженого Сонячною ланкою. Лінден, який у цьому світі наділений даром ясновидіння, розчарований своєю нездатністю допомогти йому.
З Землі гігантський корабель відпливає на батьківщину Елогім, мудрої раси. Лінден розуміє, що Елогім є втіленням сили Землі, джерелом краси та магії. Незважаючи на свою, здавалося б, всемогутність, Елохіми зв'язані дивним кодексом поведінки і не надають ніякої прямої допомоги, окрім допомоги Ковенанту розблокувати розташування Єдиного Дерева, з якого було створено Жезл Закону. Під час виконання цього служіння Елогім змушує Ковенанта перейти в кататонічний стан; «Не чіпай мене» — це все, що він може сказати.
Мандрівники виявляють, що один з елогімів, на ім’я Фіндейл, приєднався до них на борту корабля Гігантів для власних цілей. Шукачі незадоволені, але безсилі змусити його піти. Зазнавши серйозної шкоди під час шторму, в якому Фіндейл відмовляється допомагати, корабель прибуває в портове місто бхратерів, мілітаристський, але водночас багатий і цивілізований народ, який живе на краю великої пустелі. Бхратерами керує гаддхі Рент Абсолейн, який досить холодно приймає берегову групу шукачів, і виявляється, що справжнім правителем є головний радник гаддхі, маг на ім'я Касрейн із Гіру. Спочатку здається, що Касрейн люб'язно налаштований до шукачів, але виявляється, що він має приховані мотиви.
Корабель відремонтований, але недоброзичливість між мандрівниками і гаддхі виливається в відкрите насильство. Двоє охоронців-аручїв загинули. Ворожнеча стало результатом маніпулятивної витівки Касрейна. Маг викрадає Ковенанта, який все ще перебуває в кататонічному стані, і намагається використати свої сили, щоб змусити Ковенанта віддати свій перстень. Решта берегової групи ув'язнена в підземеллі. Ковенант та аручаї пробиваються до лабораторії Касрейна, але виявляють, що у Касрейна на спині живе паразитична істота, яка забезпечує йому тривале життя та імунітет до фізичної атаки. Фіндейл вбиває і паразита, і Касрейна, починаючи палацовий переворот, який залишає порт у стані хаосу.
Після втечі корабель прибуває до острова Єдиного дерева. Брінн, охоронець-аручай Ковенанта, жертвує собою в поєдинку з Охоронцем Дерева ак-Хару Кенаустіном Арденолом. Він відроджується як новий Охоронець і веде групу до самого Дерева. Кейбл Сірімер, німий гігант, не дає Ковенанту взяти шматок дерева. Коли Сірімер робить спробу сам зробити це, його вбивають: він потривожив Черв'яка Краю Світу, який спить під Деревом і чия «аура» служить захисним механізмом. Ця аура активує силу Ковенанта в експоненційній мірі. Коли Ковенант намагається здолати Черв’яка своєю силою, Фіндейл попереджає Лінден, що Арка Часу не може стримати боротьбу між двома силами і що світ буде знищено, якщо вона триватиме.
Лінден, проти своєї волі, подумки тягнеться до Ковенанта. Розділивши його думки, вона бачить, як Томас відкриває прохід назад у «реальний» світ і намагається повернути її до нього. Однак вона відчуває, що в «реальному» світі тіло Ковенанта дуже слабке і помре, якщо він сам не повернеться. Не бажаючи цього робити, Ковенант тягне Лінден назад через тріщину між світами. З її допомогою Томас може стримати свою силу, але ціною того, що Острів Єдиного Дерева занурюється в океан, коли земля здіймається з рухами Черв'яка Краю Світу, який повертається від тривоги до сну. Таким чином, пошуки закінчуються невдачею.